# Kahule
Kahule (nep. काहुले) – gaun wikas samiti we wschodniej części Nepalu w strefie Sagarmatha w dystrykcie Khotang. Według nepalskiego spisu powszechnego z 2001 roku liczył on 405 gospodarstw domowych i 2109 mieszkańców (1120 kobiet i 989 mężczyzn).